# Krontoko
Krontoko (Lophoceros alboterminatus) är en fågel i familjen näshornsfåglar inom ordningen härfåglar och näshornsfåglar.

## Utbredning och systematik
Fågeln förekommer på savannen i östra och södra Afrika, samt öarna Zanzibar och Pemba. Den behandlas som monotypisk, det vill säga att den inte delas in i några underarter.

## Status och hot
Arten har ett stort utbredningsområde, men tros minska i antal, dock inte tillräckligt kraftigt för att den ska betraktas som hotad. Internationella naturvårdsunionen IUCN listar arten som livskraftig (LC).